# متحف حي الفافوريتين (فيينا)

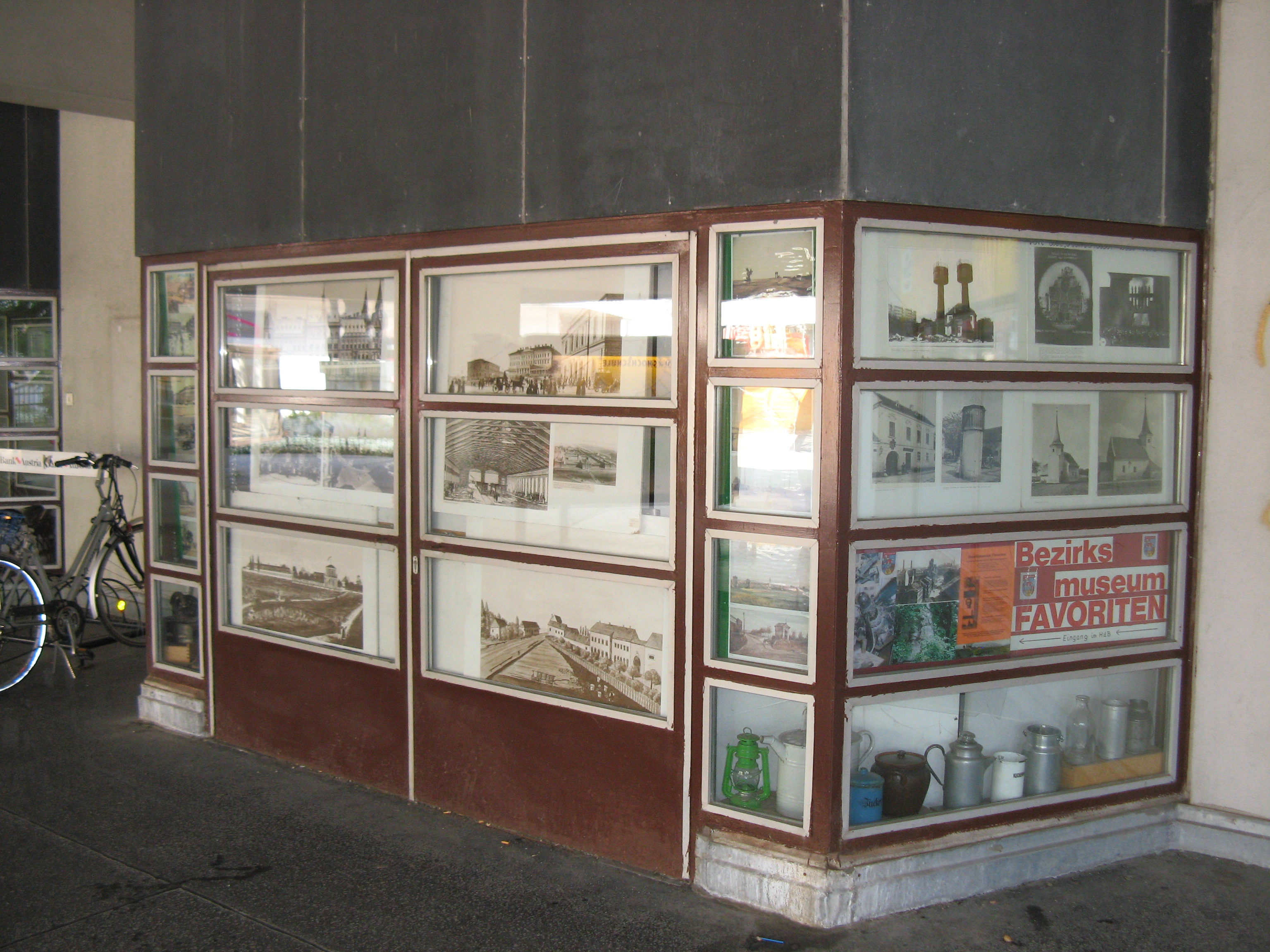
متحف حي فافوريتين "الحي العاشر"

متحف منطقة فافوريتين هو الحي و التاريخ المحلي في حي فافوريتين أو كما يسمى بالحي العاشر في مدينة فيينا. يعد أحد أصغر المتاحف في مدينة فيينا ويقع في شارع Ada-Christen-Gasse 2 C.
متحف حي فافوريتين "الحي العاشر" له جذوره في فترة ما بين الحربين العالمية الأولى والعالمية الثانية. اجتمعت اللجنة التأسيسية في عام 1934، وفي عام 1938 تم منح المتحف فصلين دراسيين في مدرسة لاستخدامها كمستودع. أقيمت بعض المعارض من حين لآخر بعد عام 1945. لم يحصل متحف فافوريتين المحلي إلا حتى عام 1978 على مقره الخاص في "منزل التلاقي" في Per-Albin-Hansson-Siedlung Ost .